# 3+2
3+2 (biał.: Тры плюc двa; ros.: Три плюc двa) – białoruski zespół muzyczny wykonujący muzykę pop, reprezentant Białorusi podczas 55. Konkursu Piosenki Eurowizji w 2010 roku.

## Kariera muzyczna
Grupa powstała w 2009 roku w wyniku projektu telewizyjnego Nowe głosy Białorusi, stworzonego z inicjatywy telewizji Obszczenacyonalnoje tielewidienije (ONT). W początkowym składzie zespołu występowali Artjom Michałenko, Egiazar Faraszjan i Julia Szyszko, którzy zostali finalistami programu. Po finale konkursu do składu dołączyły bliźniaczki Alena i Ninel Karpowicz, finalistki Nowe Głosy Białorusi.
25 lutego 2010 roku grupa wygrała krajowe selekcje eurowizyjne Musical Court 2010 z utworem „Butterflies”, dzięki czemu została wybrana na reprezentanta Białorusi podczas 55. Konkursu Piosenki Eurowizji organizowanego w Oslo. Początkowo mieli wystąpić w konkursie z piosenką „Far Away”. 25 maja zespół wystąpił w pierwszym półfinale imprezy i z dziewiątego miejsca awansował do finału, w którym zajął ostatecznie przedostatnie, 24. miejsce z 18 punktami na koncie, w tym z maksymalną notą 12 punktów od Gruzji.

## Członkowie zespołu
W skład zespołu wchodzą:
- Artjom Michałenko (od 2009)
- Egiazar Faraszjan (od 2009)
- Julia Szyszko (od 2009)
- Alena Karpowicz (od 2010)
- Ninel Karpowicz (od 2010)